# Джон Джонсон (баскетболіст)
Джон Говард Гетті «Джей Джей» Джонсон (англ. John Howard Getty "J. J." Johnson, 18 жовтня 1947, Картедж, Міссіссіппі — 7 січня 2016, Сан-Хосе, Каліфорнія) — американський професіональний баскетболіст, що грав на позиції легкого форварда за декілька команд НБА. Чемпіон НБА.

## Ігрова кар'єра
Починав грати у баскетбол у команді старшої школи Мессмера (Мілвокі, Вісконсин). Коли був у випускному класі, то привів команду до титулу чемпіона штату. На університетському рівні грав за команду Айова (1968–1970). 
1970 року був обраний у першому раунді драфту НБА під загальним 7-м номером командою «Клівленд Кавальєрс». Професійну кар'єру розпочав 1970 року виступами за тих же «Клівленд Кавальєрс», захищав кольори команди з Клівленда протягом наступних 3 сезонів. 1971 року став першим гравцем в історії клубу, який зіграв у матчі всіх зірок НБА.
З 1973 по 1975 рік грав у складі «Портленд Трейл-Блейзерс».
1975 року перейшов до «Х'юстон Рокетс», у складі якої провів наступні 2 сезони своєї кар'єри.
Останньою ж командою в кар'єрі гравця стала «Сіетл Суперсонікс», до складу якої він приєднався 1977 року і за яку відіграв 5 сезонів. 1979 року став чемпіоном НБА.